# Marajoarinha
Marajoarinha is een geslacht van kevers uit de familie bladkevers (Chrysomelidae).
De wetenschappelijke naam van het geslacht werd in 1983 gepubliceerd door Bechyne.

## Soorten
- Marajoarinha obidosensis Bechyne, 1983
- Marajoarinha striola (Bechyne & Bechyne, 1961)